# John Linthicum
John Charles Linthicum (* 2. Dezember 1948 in Clearwater, Florida; † 4. April 2008 in Arizona) war ein amerikanischer Schriftsteller, der lange in Deutschland lebte und arbeitete.

## Leben
John Linthicum studierte von 1965 bis 1969 an Universitäten in München, Paris und Baltimore. Von 1969 bis 1973 hielt er sich auf Mallorca auf, von 1973 bis 1980 war er Dozent für Poetik und kreatives Schreiben in Kalifornien. Dort betreute er von 1975 bis 1979 eine Lyriksendung bei einem Radiosender in San Diego. 1980 ging er erneut nach Europa und hielt sich in der Bundesrepublik auf; ab 1982 lebte er in Düsseldorf.
In Düsseldorf wurde Linthicum, der nunmehr Deutsch sprach und schrieb, zu einer prominenten Figur des städtischen Literaturbetriebs, die vor allem Bekanntheit durch die von ihm veranstalteten Lyriklesungen im „Poetry Café“ erlangte. Ab 1988 moderierte er für den Westdeutschen Rundfunk die Lyriksendung „Dichter gestern und heute“ und ab 1990 für die Deutsche Welle die Sendung „Poetry spotlight“. Von 1994 bis 1997 leitete er das Düsseldorfer Literaturbüro. Gegen Ende der 1990er Jahre zog sich Linthicum, der unter einer schweren Lungenerkrankung litt, mehr und mehr aus der Öffentlichkeit zurück. Zuletzt lebte er in den Vereinigten Staaten.
John Linthicum war Verfasser von Lyrik und Kurzprosa in englischer und deutscher Sprache; daneben stehen Übersetzungen aus dem Deutschen ins Englische.
John Linthicum war Mitglied des Verbandes Deutscher Schriftsteller. Er erhielt 1986 ein Arbeitsstipendium des Landes Nordrhein-Westfalen und den Charles Angoff Award sowie 1989 ein Aufenthaltsstipendium des Künstlerdorfes Schöppingen.

## Werke in englischer Sprache
- Wrestling with the angel, Deya 1971
- Working the night, Tucson 1976
- The farmboy and the little blue dragon, Tucson 1977
- Love poems 1976 - 1986, Tucson, Arizona 1987

## Werke in deutscher Sprache
- Flüchtige Landschaften, Krefeld 1988
- Amerikanische Nacht, Düsseldorf 1996

## Herausgeberschaft
- Das Buch zum Poetry Café, Düsseldorf 1995